# Psychotria griseola
Psychotria griseola är en måreväxtart som beskrevs av Karl Moritz Schumann. Psychotria griseola ingår i släktet Psychotria och familjen måreväxter. Inga underarter finns listade i Catalogue of Life.